# Зыбун

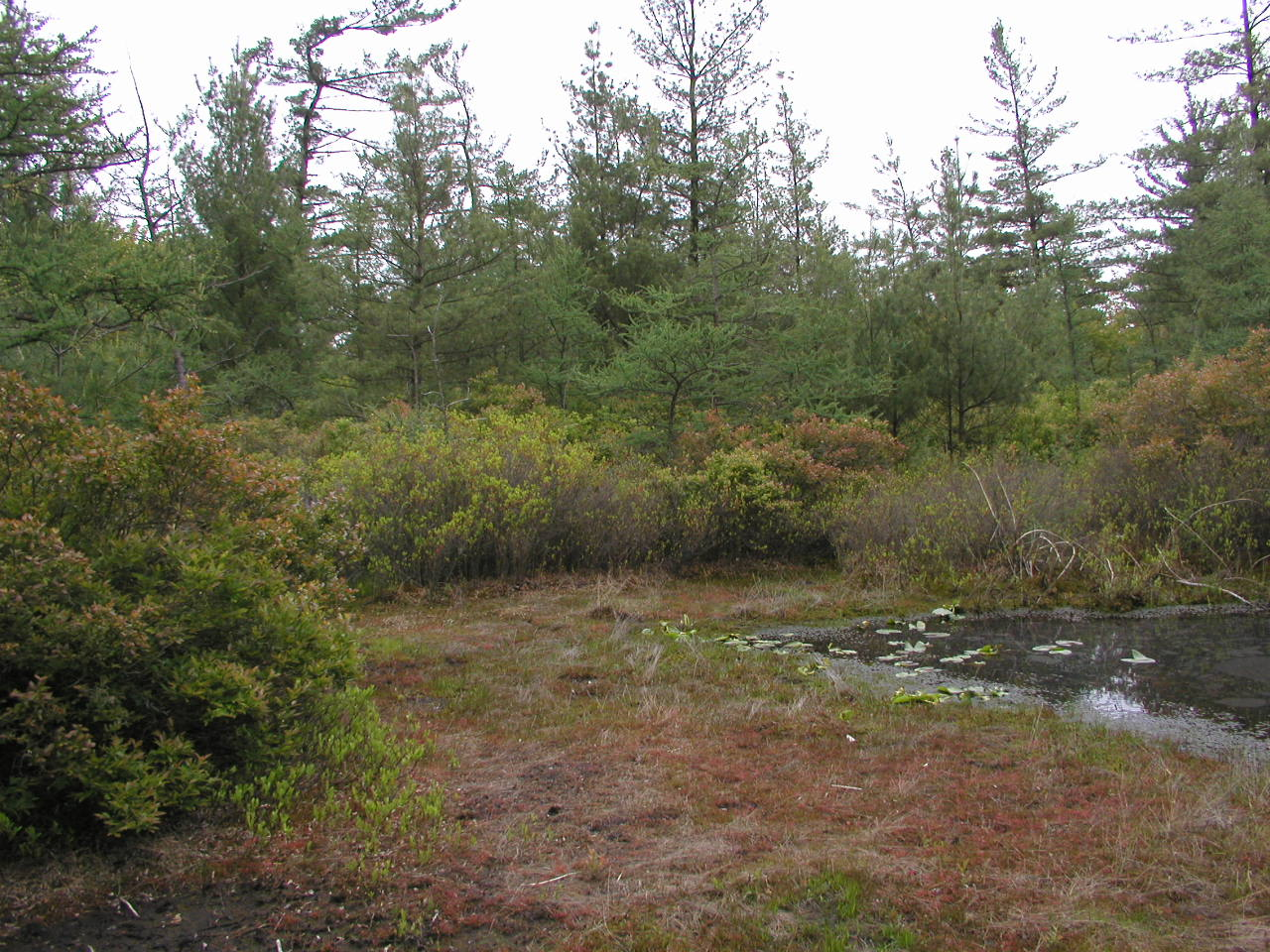
Сплавина из сфагнового мха

Зыбу́н, или сплави́на, или плави́на — один из этапов зарастания водоёмов с поверхности — заболачивание путём нарастания.
Также иногда во множественном числе зыбуны́ (зыбуно́в) — подвижные, зыбучие пески.

## Описание
При образовании сплавины с берега на поверхность воды нарастает ковёр из мхов и некоторых цветковых растений с мощными корневищами (Phragmites australis, Dryopteris thelypteris, Calla palustris, Menyanthes trifoliata, Carex sp.). Сплавина образуется только в защищённых от ветра местах с относительно круто уходящим в глубь от берега дном.
Сплавина разрастается, от её нижней поверхности отрываются куски торфа, перегнившие и полуперегнившие остатки растений, и на дне образуется мощный слой полужидкого ила. Постепенно весь водоём заполняется кашицеобразной массой, а с поверхности его покрывает сплошной слой сплавины, в котором просвечивают «окна» — отверстия или участки, где сплавина очень тонка. После заполнения водоёма илом на его месте развивается болото.
Зыбуны встречается на болотах и на поверхности тропических водоёмов, богатых питательными веществами. Со временем зыбуны уплотняются и приобретают вид устойчивого островка. По мере роста зыбуна в толщину нижние его слои отмирают и падают на дно, превращаясь в торф.
Зыбуны состоят преимущественно из растений, свойственных болотам и зарастающим озёрам: камыша, рогоза, вахты и других корневищных растений и зелёных мхов (встречаются даже небольшие кустарники или деревца); в бедных питательными веществами — в основном из сфагновых мхов. Зыбуны нарастают от берегов водоёма.

## В литературе
Болота, гати и зыбуны точно были нарочно нагромождены, чтобы отбить у всякого охоту проехаться по этой дороге во второй раз.— Мамин-Сибиряк, Дикое счастье.

Чтобы закрепить зыбуны, стрелки рубили ивняк и бросали его коням под ноги.— Арсеньев В.К., По Уссурийской тайге.